# Marlierea reitzii
Marlierea reitzii är en myrtenväxtart som beskrevs av Carlos Maria Diego Enrique Legrand. Marlierea reitzii ingår i släktet Marlierea och familjen myrtenväxter. Inga underarter finns listade i Catalogue of Life.